# 蔡坤龍
蔡坤龍（1965年3月12日—2025年7月11日），臺灣嘉義市西區人，原先擔任記者，後轉任嘉義市第7、8、9、10屆培元里里長，著有《菜鳥里長日記》、《這些事，里長管定了》。

## 生平

### 早年
蔡坤龍生於1965年3月12日，生出地為嘉義市西區培元里，父親蔡水瀨曾任五屆的培元里里長，高中讀嘉華中學。大學時，蔡坤龍原先讀政治大學中文系，再降轉低一屆的新聞系，後因英文、心理壓力退學，退伍後再以插班生身分重讀政大新聞系。

### 記者
大學畢業後，蔡坤龍先到《基督教論壇報》工作，投入平面媒體工作共13年。他歷任《自由時報》資深記者、《中國時報》與《台灣蘋果日報》地方新聞記者以及召集人。對擔任《蘋果日報》記者的生涯，他認為是專門挖人隱私。後在基督教教友的勸說下，辭去在臺南市的記者工作。2006年3月，41歲，他回嘉義市，投入培元里長選舉並當選。

### 里長
蔡坤龍在首任里長期間自述培元里民風純樸親切，但也有貧窮、老化問題。起初因每天處理瑣事太多，讓他緊張到罹患過度換氣症。在基督教信仰與教友的幫助下，他逐漸適應。這段期間他也娶妻生子。
2007年6月，蔡坤龍以「菜鳥里長日誌」之前架設個人網頁。他將每天在里內的所見所聞、里民互動，以小說體的方式呈現。他並藉此寫出里民的困境發起網錄勸募，於7年間募集約新台幣兩百多萬元，支援20個困苦家庭。至2008年1月29日，部落格點閱率已突破50萬人次，獲出版社邀請出書。同年6月30日，蔡坤龍在台南舉行《菜鳥里長日記》新書發表會。2013年9月1日，他在嘉義市舉行《這些事，里長管定了》簽書會。在網路獲得名氣後，蔡坤龍曾獲邀到嘉義人權工作坊、新港藝術高中、嘉義市陳仁德醫院、行政院衛生署等地演講，分享理念及心路歷程。
蔡坤龍共連任嘉義市第7、8、9、10屆培元里里長。2025年7月11日中午，丹娜絲颱風過後，他被剛回家的妻女發現在家中猝逝。去世前不久7月7日，他還為處理培元里災情，在立委王美惠的媒體群組留言「建請協調軍方協助救災」。

## 榮耀
2011年1月1日，蔡坤龍獲嘉華中學榮譽校友。12月21日，蔡坤龍受頒嘉義市100年社教有功個人獎。2018年6月28日，嘉義市市長涂醒哲率民政處長吳芯瑜等人，前往培元里表彰蔡坤龍獲內政部特優里長。

## 著作
- 蔡坤龍. . 時報出版社. 2008. ISBN 9789868291089.
- 蔡坤龍. . 時報出版社. 2013. ISBN 9789571358116.

## 對外連結
- 蔡坤龍的Facebook專頁